# Carex ledebouriana
Carex ledebouriana là một loài thực vật có hoa trong họ Cói. Loài này được C.A.Mey. ex Trevir. mô tả khoa học đầu tiên năm 1863.